# Дембниця (Нижньосілезьке воєводство)
Дембниця (пол. Dębnica) — село в Польщі, у гміні Прусиці Тшебницького повіту Нижньосілезького воєводства.
Населення — 131 особа (2011).
У 1975-1998 роках село належало до Вроцлавського воєводства.

## Демографія
Демографічна структура станом на 31 березня 2011 року:
|          | Загалом | Допрацездатний вік | Працездатний вік | Постпрацездатний вік |
| -------- | ------- | ------------------ | ---------------- | -------------------- |
| Чоловіки | 72      | 15                 | 52               | 5                    |
| Жінки    | 59      | 11                 | 36               | 12                   |
| Разом    | 131     | 26                 | 88               | 17                   |